# Rybakówka (Antoniówka Świerżowska)
Rybakówka – część wsi Antoniówka Świerżowska w Polsce, położona w województwie mazowieckim, w powiecie garwolińskim, w gminie Maciejowice
W latach 1975–1998 miejscowość administracyjnie należała do województwa siedleckiego.